# Elecciones provinciales de Río Negro de 1999
Las elecciones generales de la provincia de Río Negro de 1999 tuvieron lugar el domingo 27 de junio del mencionado año con el objetivo de renovar las instituciones provinciales y municipales de la provincia, en desfase con las elecciones presidenciales y legislativas a nivel nacional, las cuales se llevaron a cabo en octubre del mismo año. Fueron las quintas elecciones provinciales desde la restauración de la democracia en Argentina en 1983, así como los novenos comicios rionegrinos desde la provincialización del territorio en 1958. Bajo la constitución provincial vigente, se debía elegir al Gobernador y al Vicegobernador en fórmula única, así como a los 43 integrantes de la Legislatura Provincial mediante un sistema mixto proporcional y distrital, conformando los poderes ejecutivo y legislativo de la provincia para el período 1999-2003. Al mismo tiempo, se eligió a las autoridades locales de los numerosos municipios de la provincia, compuestos por un intendente con un mandato de dos o cuatro años que ejercería el poder ejecutivo y un Concejo Deliberante a cargo del poder legislativo.
Estos comicios se realizaron en el marco de la campaña presidencial en la que el radical Fernando de la Rúa, postulado por la Alianza para el Trabajo, la Justicia y la Educación (alianza opositora a nivel nacional entre la Unión Cívica Radical y el Frente País Solidario o FREPASO), enfrentaba al justicialista Eduardo Duhalde por la presidencia de la Nación. En ese contexto, Pablo Verani, gobernador por la UCR (oficialista en la provincia desde 1983) se presentó a la reelección junto a su vicegobernador Bautista Mendioroz. La configuración de la Alianza en Río Negro enfrentó muchos problemas por la negativa del Frente Grande (principal partido componente del FREPASO) a apoyar la reelección de Verani y su exigencia de concurrir a internas. El resto de los partidos del FREPASO integraron la Alianza con la UCR y el Partido Provincial Rionegrino, mientras que el Frente Grande concurrió por sí solo, con Carlos Gadano como candidato. El Partido Justicialista formó la coalición «Frente para el Cambio - Unión por Río Negro» con el Movimiento Patagónico Popular y presentó nuevamente al senador nacional Remo Costanzo, que ya había sido candidato en las elecciones anteriores y en 1987. El Partido Humanista presentó candidaturas también.
La división de la Alianza provincial con la reelección de un gobernador radical como eje de la cuestión, sumado al desgaste del partido tras dieciséis años de gobierno llevó a considerar que la competencia estaba cerrada entre Verani y Costanzo, sobre todo por la similitud de la situación con la derrota en Córdoba del radical Ramón Mestre contra el justicialista José Manuel de la Sota, que puso fin a la única hegemonía radical aparte de la rionegrina superviviente desde la restauración de la democracia, meses atrás. Sin embargo, diez días antes de las elecciones, el expresidente Raúl Alfonsín visitó la provincia para hacer campaña junto al gobernador y ambos sufrieron un accidente automovilístico. Verani salió ileso, mientras que Alfonsín resultó herido de gravedad, llegando a temerse por su vida. Aunque más tarde se recuperó totalmente, el suceso provocó una reacción favorable al radicalismo entre la población, conocida como «voto sentimental» o «efecto Alfonsín».
Finalmente, Verani logró una amplia victoria del 48,61% de los sufragios positivamente emitidos sobre el 41,72% obtenido por Costanzo, que sufrió su tercera derrota gubernativa. Gadano se ubicó tercero con el 7,96%, logrando el Frente Grande retener gran parte del electorado del FREPASO de 1995 sin el apoyo de sus otros tres partidos integrantes. En último lugar se ubicó el humanismo con el 1,71% de los votos. La coalición radical obtuvo una holgada mayoría absoluta en la legislatura, con 25 escaños contra 17 de la alianza justicialista y uno para el Frente Grande. De las elecciones destacó también una campaña de «voto castigo» contra toda la clase política impulsada por grupos ciudadanos conducidos por Jorge Rivera como reacción a una serie de femicidios sin resolver cometidos en la localidad de Cipolletti, recogiendo en toda la provincia 17.127 votos en blanco o anulados, casi un 7% del total emitido. La concurrencia a votar fue del 75,13% del electorado registrado, lo que implicó un crecimiento importante en la abstención.
Verani y su vicegobernador, Bautista Mendioroz, asumieron su segundo mandato el 10 de diciembre de 1999. Se trató de la primera y última vez en que una misma fórmula (gobernador y vicegobernador) ha sido elegida para dos mandatos consecutivos. Con la jura de José Manuel de la Sota como gobernador de Córdoba el 12 de julio, Río Negro pasó a ser la única provincia que había sido gobernada por el radicalismo ininterrumpidamente desde la restauración de la democracia.

## Contexto
Pablo Verani, perteneciente a la Unión Cívica Radical (partido gobernante de la provincia de Río Negro desde la restauración de la democracia en 1983), resultó elegido gobernador en 1995, en un contexto de profunda crisis económica y social para la provincia que había comenzado durante el último bienio de la gestión de Horacio Massaccesi (1987-1995). Después de los comicios, en los cuales Verani derrotó al senador nacional justicialista Remo Costanzo por solo 624 votos, la provincia, que hasta entonces evidenciaba un sistema de partido dominante con el radicalismo como fuerza mayoritaria y el peronismo como principal oposición, se vio dividida en dos coaliciones electorales: la oficialista «Alianza por la Patagonia» que encabezaba la UCR con el Partido Provincial Rionegrino y otros aliados menores, y el «Frente para el Cambio» integrado por el Partido Justicialista y el Movimiento Patagónico Popular, que tenía como principales dirigentes a Costanzo, Miguel Ángel Pichetto y Julio Rodolfo Salto. El Frente País Solidario (FREPASO), que a nivel nacional había logrado romper el bipartidismo peronista-radical al relegar a la UCR al tercer puesto en las elecciones presidenciales (cuyo candidato era, precisamente, Massaccesi) y ubicarse segundo detrás del presidente justicialista Carlos Menem, se había conformado en la provincia recientemente con el partido Frente Grande y el debilitado Partido Intransigente y solo había alcanzado el 9,33% de los votos.
El primer mandato de Verani se caracterizó por las políticas de ajuste y privatización que buscaron paliar la difícil situación económica que vivía la provincia, así como continuar y profundizar el proceso de «territorialización» o «provincialización» de la UCR rionegrina con respecto a los lineamientos del partido a nivel nacional, esencialmente con el objetivo de mantener el poder. A nivel nacional, la segunda mitad de la década estaba signada por el creciente acercamiento entre la UCR y el FREPASO que conduciría a la formación de la Alianza para el Trabajo, la Justicia y la Educación (conocida simplemente como La Alianza). En diciembre de 1996, la Convención Nacional de la Unión Cívica Radical habilitó al partido a formar una coalición política y social con el FREPASO, dejando la decisión a cargo de las Convenciones Provinciales de cada distrito. En Río Negro, el FREPASO (bajo el liderazgo del frentegrandista Carlos Gadano) comenzó a fortalecerse ese año con la incorporación de sectores descontentos del radicalismo, como el exgobernador Osvaldo Álvarez Guerrero, primer mandatario de la democracia (1983-1987), desde la pequeña formación «Nuevo Espacio». Al igual que en la Catamarca de Arnoldo Aníbal Castillo y la Córdoba de Ramón Mestre, la idea de configurar la Alianza en Río Negro se veía remota por la oposición del FREPASO a adherir a las administraciones radicales en ejercicio a nivel provincial y municipal, algunas de las cuales enfrentaban escándalos de corrupción o eran vistas como favorables a las políticas de Menem. Finalmente, Río Negro fue uno de los catorce distritos electorales donde la Alianza no se formó para las elecciones legislativas de 1997, concurriendo el FREPASO y la Alianza por la Patagonia por separado.
Con respecto al Frente para el Cambio, este enfrentó una dura crisis de cara a las elecciones legislativas por la disputa interna entre los dirigentes del PJ y el MPP, Pichetto y Salto, luego de que este último exigiera la realización de internas para elegir al primer candidato a diputado nacional por la coalición. En dicho marco se encontraba también el apoyo de Salto al exgobernador de Tucumán Ramón «Palito» Ortega como precandidato presidencial del justicialismo de cara a 1999, mientras que el PJ rionegrino estaba mayormente volcado a apoyar a Eduardo Duhalde. Finalmente, Salto renunció a su candidatura en favor de Pichetto, en gran medida presionado por los intendentes de su propio partido. Las elecciones legislativas mostraron que el radicalismo retenía electoralmente el control de la provincia por sí solo, con el 42,74% de los votos sobre el 36,70% del Frente para el Cambio. El FREPASO obtuvo, sin embargo, el mejor resultado de su historia en la provincia, con un 20,56% de los votos.

## Reglas electorales

### Cargos a elegir
Las elecciones se realizaron bajo el texto constitucional sancionado el 3 de junio de 1988, siendo los terceros comicios provinciales que tenían lugar bajo dicha carta magna provincial. La misma establecía los siguientes cargos y procedimientos de elección:
- Gobernador y vicegobernador electos por mayoría simple.
- 43 diputados, la totalidad de los miembros de la Legislatura Provincial:
  - 19 diputados electos por toda la provincia por sistema d'Hondt con un piso electoral de 5%.
  - 24 diputados electos en 8 circuitos electorales de 3 diputados cada uno por sistema d'Hondt con un piso electoral de 22%.

### Renovación legislativa
| Alto Valle Centro Alto Valle Este Alto Valle Oeste Andino Atlántico Línea Sur Valle Inferior Valle Medio | Alto Valle Centro Alto Valle Este Alto Valle Oeste Andino Atlántico Línea Sur Valle Inferior Valle Medio | Alto Valle Centro Alto Valle Este Alto Valle Oeste Andino Atlántico Línea Sur Valle Inferior Valle Medio | Alto Valle Centro Alto Valle Este Alto Valle Oeste Andino Atlántico Línea Sur Valle Inferior Valle Medio |
| Circuito                                                                                                 | Diputados circuitales                                                                                    | Diputados poblacionales                                                                                  | Total |
| --- | --- | --- | --- |
| Alto Valle Centro                                                                                        | 3 | 19 | 43 |
| Alto Valle Este                                                                                          | 3 | 19 | 43 |
| Alto Valle Oeste                                                                                         | 3 | 19 | 43 |
| Andino                                                                                                   | 3 | 19 | 43 |
| Atlántico                                                                                                | 3 | 19 | 43 |
| Línea Sur                                                                                                | 3 | 19 | 43 |
| Valle Inferior                                                                                           | 3 | 19 | 43 |
| Valle Medio                                                                                              | 3 | 19 | 43 |
| Total | 24 | 19 | 43 |

## Candidaturas
El bienio posterior a las elecciones legislativas se vio signado por las definiciones políticas de cara a las elecciones presidenciales de 1999 y la posibilidad de volver a realizar los comicios gubernativos el mismo día que los presidenciales. El escenario provincial del radicalismo, aunque favorable por la debilidad del gobierno nacional menemista y sus aliados locales, sufrió un duro revés con la victoria de José Manuel de la Sota (al igual que Costanzo en Río Negro, luego de haber sido derrotado dos veces) sobre Ramón Mestre en noviembre de 1998, en comicios que fueron extremamente adelantados para separarlos de la puja nacional. La posibilidad de que se produjera un «efecto Córdoba» si el gobierno de Verani desdoblaba los comicios provinciales comenzó a ser objeto de debate dentro del partido. A pesar de mantener una buena relación con el candidato presidencial radical de la Alianza, el jefe de gobierno porteño Fernando de la Rúa, Verani rechazó la posibilidad de unificar los comicios provinciales con los nacionales a menos que se lograra la formación de la Alianza en el distrito y su reelección contara con el apoyo del FREPASO local, algo muy difícil debido a la oposición acérrima del frente progresista, que responsabilizó al gobernador por el «ahogo financiero» que padecía la provincia. Esto condujo a que Verani declarara, en una entrevista de febrero de 1999, que podía retirarse en favor de otro candidato a cambio de la formación de la Alianza. El FREPASO respondió publicando un programa de cincuenta y cuatro puntos que el gobierno provincial debía modificar antes de formar la Alianza.
Las dudas del radicalismo a nivel nacional con respecto a la conveniencia de la candidatura de Verani motivaron una serie de negociaciones, durante las cuales Verani afirmó que dejaba su postulación «a disposición del partido». Numerosos sondeos de opinión mostraban un rechazo elevado a la figura del gobernador en ese momento, y la diferencia entre la UCR y el PJ en las encuestas era escasa. Semanas después, Verani confirmó su candidatura, con el vicegobernador Bautista Mendioroz nuevamente como compañero de fórmula, proclamando que la reelección del binomio gobernante era «no negociable», y afirmando que la UCR «no necesitaba» al FREPASO para ganar. Los sectores pro-aliancistas dentro de los partidos que integraban el FREPASO comenzaron a gestarse rápidamente y se vieron representados en las divisiones localistas de la provincia, con la oposición más dura proveniendo de General Roca y el resto de los sectores provenientes de ciudades fuera del Alto Valle más inclinados a la negociación. La postura favorable a la cooperación se vio reforzada luego de que el radical Oscar Castillo fuese elegido por amplio margen gobernador de Catamarca en marzo de 1999, conduciendo en el proceso al FREPASO (que en la provincia se mostraba fuertemente opositor) a una aplastante derrota luego de que una parte de sus dirigentes optaran por adherir al frente gobernante.
El Partido Socialista Popular fue el primer partido integrante del FREPASO en confirmar que apoyaría la reelección de Verani, seguido por el Partido Intransigente y el Partido Socialista Democrático, así como un sector del Frente Grande denominado «Corriente Nacional». El Partido Demócrata Cristiano adhirió a la coalición veranista para la elección gubernativa, pero presentó sus propias listas para diputados provinciales. Finalmente, el gobernador se pudo presentar bajo el sello de la «Alianza para el Trabajo, la Justicia y la Educación» después de que el Frente Grande fuera el único partido del FREPASO completamente opuesto a la idea de apoyar la fórmula Verani-Mendioroz, decisión tomada en una convención partidaria el 12 de abril, en la que solo 8 afiliados contra 96 apoyaron la alianza con la UCR, con 22 abstenciones. El Frente Grande decidió concurrir en solitario a las elecciones, y postuló a Oscar Gadano, su candidato a diputado nacional en 1997, como aspirante a la gobernación, con María Montenegro como compañera de fórmula. El candidato a vicepresidente de la Alianza y líder del FREPASO, Carlos «Chacho» Álvarez, declaró su intención de intervenir el Frente Grande rionegrino para evitar repetir el escenario cordobés. El candidato a gobernador de 1995, Omar Lehner, se manifestó disconforme con la resolución, anunciando su alejamiento como militante.
El Frente para el Cambio apostó nuevamente por la candidatura del senador Remo Costanzo, esta vez con una fórmula puramente justicialista, con Juan Carlos del Bello como candidato a vicegobernador, en detrimento de la fórmula mixta con el Movimiento Patagónico Popular empleada en los anteriores comicios, en los que Julio Rodolfo Salto secundó el binomio gubernativo. Mientras que la oposición peronista se mostró muy cohesionada en torno a la candidatura de Costanzo, se dio en el frente interno del oficialismo una inusual disputa en torno a la candidatura de Verani, que acabó siendo el centro de atención de la competencia electoral. Existieron intentos infructuosos por parte del Frente Grande rionegrino conducido por Gadano para lograr que el Movimiento Patagónico Popular abandonara el Frente para el Cambio y suscribieran una alianza que representara una tercera fuerza, así como intentos recíprocos del MPP y el justicialismo de lograr que el Frente Grande se uniera a la coalición opositora, acercamientos que fueron rechazados de plano. Entre septiembre de 1998 y enero de 1999, el MPP abandonó el Frente para el Cambio por una disputa con el liderazgo menemista, que fue rápidamente resuelta.
El minoritario Partido Humanista fue la única formación aparte de la Alianza, el Frente para el Cambio y el Frente Grande en postular candidaturas gubernativas, por lo que esta fue la elección con menos candidatos desde la provincialización del territorio. En 2015 este escenario volvería a repetirse, con cuatro candidaturas gubernativas.

## Campaña
Inicialmente, la posición del oficialismo se tambaleó a principios del año 1999, con una diferencia inferior a los dos puntos entre Verani y Costanzo de acuerdo con las encuestas de intención de voto. En ese contexto, la campaña de Verani mantuvo una estrategia personalista, retratando al gobernador como una persona que había sabido gestionar la provincia en una situación de crisis. Verani defendió su política de disciplina fiscal, que pretendía mantener. De cara a los comicios, el radicalismo aparecía posicionado luego de haber conseguido instalar en la sociedad la idea de que el ajuste económico era inevitable para alcanzar un equilibrio fiscal, a lo que se sumaba la debilidad tanto del justicialismo (que a nivel nacional había aplicado políticas económicas similares, defendidas por su candidato provincial) como del Frente Grande (que había formado una alianza nacional con el radicalismo), para criticar directamente las políticas económicas del oficialismo. Verani defendió que, al momento de asumir, la provincia tenía una deuda 750 millones de dólares y que, de acuerdo con las proyecciones económicas, debería para el momento de las elecciones ser de 1600 millones, pero solo era de 920, aunque admitió que Río Negro seguía teniendo «una deuda pesada». Verani descartó que el desgaste de la UCR después de dieciséis años de gobierno pudiera afectarlo, afirmando que el desgaste era algo que sufrían las personas, no los partidos, y criticó a los dirigentes del Frente Grande que resolvieron no integrar la alianza, acusándolos de pertenecer «a la vieja izquierda» y de «no estar de acuerdo con nadie».
Costanzo respondió a la campaña de Verani manteniendo una actitud similar. Enfrentando críticas por volverse a presentar como candidato después de haber sufrido dos derrota sorpresivas teniendo varios factores a su favor, Costanzo declaró en una entrevista que su candidatura era el resultado del control político que, como dirigente, pudiera tener dentro del control de su partido, afirmando que él era el dirigente provincial que mejor representaba tal «control político», llegando incluso a colgarse afiches de campaña que decían «Costanzo 2003» (en alusión tanto a una posible reelección si ganaba los comicios o a un cuarto intento si perdía). Costanzo se comprometió a bajar los impuestos y subir los salarios de ganar las elecciones, acusando a Verani de haber dilapidado el capital de coparticipación, y de no ver en el gobierno otra cosa que «repartir chapas y colchones». Gran parte de la dirigencia peronista consideraba, sin embargo, que resultaría muy difícil ganar las elecciones, y sus expectativas estaban centradas en un posible triunfo aplastante en la localidad de Viedma, afectada por un ajuste del 25% de los salarios impuesto por Verani, cuyas aspiraciones se encontraban centradas en General Roca. Costanzo declaró que «no había razones para creer» que resultaría derrotado, afirmando que los «desaciertos en la gestión radical» le permitirían imponerse.
El Frente Grande endureció su línea izquierdista de cara a las elecciones, centrándose en criticar duramente a Verani. Gadano calificó al gobernador de «represor fascista», como respuesta a una serie de protestas que fueron objeto de represión policial a finales del año 1998. La campaña del Frente Grande contó con el apoyo parcial de la Unión de Trabajadores de la Educación en Río Negro (UNTER), de la cual era dirigente su candidata a vicegobernadora, María Montenegro, y que constituía un gremio fuertemente opositor al gobernador. Sin embargo, gran parte de la dirigencia del FREPASO, incluyendo muchos frentegrandistas, habían abandonado a Gadano en favor de Verani con la intención de evitar que una victoria de Costanzo o un enfrentamiento interno excesivo entre radicales y frepasistas pudiera debilitar la Alianza a nivel nacional. Días después de haber criticado públicamente a Gadano por haber resuelto concurrir solo a los comicios, a principios de junio Omar Lehner llamó públicamente a votar por Verani. De cara a los comicios, la dirigencia partidaria admitió que sus posibilidades de ganar las elecciones eran remotas, y afirmó que su objetivo principal sería lograr, por lo menos, un piso del 18% de los votos.
A pesar de la política de «territorialización» llevada a cabo por Verani con respecto al radicalismo nacional, el viraje positivo para la Alianza a nivel nacional motivó que el expresidente Raúl Alfonsín visitara la provincia para apoyar al gobernador en ejercicio. Aunque ya habían anunciado su presencia los integrantes de la fórmula presidencial de la Alianza, Fernando de la Rúa y Carlos Álvarez, Alfonsín insistió en realizar una gira en solitario para movilizar a la militancia radical en los distintos municipios. El 18 de junio, nueve días antes de las elecciones, mientras Alfonsín y Verani se dirigían a un acto en Ingeniero Jacobacci, la camioneta que transportaba a Alfonsín volcó y el expresidente salió despedido por el parabrisas del vehículo, fracturándose diez costillas (tres de las cuales ingresarían en un pulmón). Luego de que finalmente se compusiera lo suficiente, fue trasladado de General Roca a la Capital Federal por órdenes del gobierno nacional, que dispuso su traslado. Alfonsín permanecería un largo tiempo internado y, durante los últimos días antes de los comicios, llegó a temerse por su vida, lo que desató una atmósfera de tristeza pública dentro de la provincia, la cual fue calificada como «efecto sentimental» o «efecto Alfonsín» por algunos medios de comunicación. Las últimas semanas antes de los comicios, la brecha entre Verani y Costanzo en las encuestas se amplió considerablemente a favor del primero, alcanzando los siete puntos para el día antes de la veda electoral.

## Resultados

### Gobernador y vicegobernador

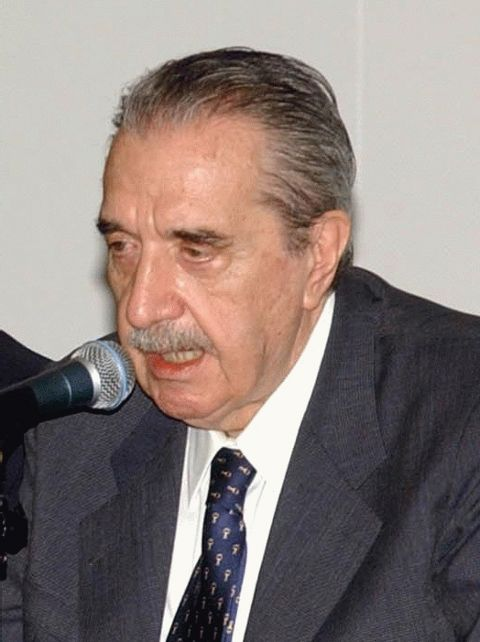
Análisis posteriores consideran que el accidente automovilístico sufrido por el expresidente radical Raúl Alfonsín mientras hacía campaña en la provincia pudo influir en la victoria de Verani.

Los comicios se realizaron pacíficamente el domingo 27 de junio. Verani votó a las 13:20 en la Escuela San Agustín de General Roca, en donde permaneció el resto del día, acompañado por amigos y familiares, dirigiéndose más tarde al local partidario de la ciudad a esperar los primeros cómputos. Costanzo, por su parte, se mantuvo en Viedma, donde votó en compañía de su padre (de entonces 94 años) y su hijo, Gustavo, que era candidato a intendente de Viedma (elección que se definiría en octubre).
Tal y como vaticinaban las encuestas, el resultado final fue una victoria holgada para Verani, que obtuvo su reelección con el 48,61% de los sufragios positivos contra el 41,72% de Costanzo, extendiendo de este modo a veinte años el período de hegemonía radical sobre el distrito rionegrino. En tercer lugar se ubicó Gadano, con el 7,96%, una ligera disminución con respecto a la cantidad de votos obtenida por el FREPASO unido en 1995, pero que de todas formas el partido consideró un desempeño notable a pesar de haber concurrido en solitario. El Partido Humanista se ubicó en último puesto con el 1,71%. El resultado implicó una ampliación de 6,60 puntos en la brecha entre la UCR y el PJ entre los comicios de 1995 y los de 1999, convirtiendo a Verani en el primer mandatario rionegrino en superar los 100.000 votos absolutos, y siendo su resultado el segundo mejor porcentaje histórico de la UCR durante su período de hegemonía, solo por detrás del 52,69% de Osvaldo Álvarez Guerrero en 1983.
Costanzo se comunicó con Verani para reconocer la derrota pasadas las 20:00 del mismo día, apenas se conocieron los primeros cómputos y con solo 5% de las mesas escrutadas, declarando que «el pueblo prefirió el modelo de Verani», aunque insistió en que «este es un mal gobierno». Verani declaró durante los festejos posteriores en General Roca que no podía acachar la victoria a nada en particular, tal y como tampoco podría hacerlo de haber resultado derrotado, pero finalmente dedicó el triunfo al expresidente Alfonsín y a la fórmula De la Rúa-Álvarez. Los candidatos participaron en la celebración y De la Rúa afirmó que la victoria correspondía a Alfonsín, definiéndolo como un «triunfador» que «vino a poner el hombro y casi deja la vida».
Los localismos tuvieron un peso destacado en las elecciones. Verani se impuso por variados márgenes en nueve de los trece departamentos: Avellaneda, Bariloche, Conesa, General Roca, Nueve de Julio, Ñorquincó, Pichi Mahuida, San Antonio y Veinticinco de Mayo; mientras que Costanzo solo logró triunfar en los cuatro departamentos restantes: Adolfo Alsina, El Cuy, Pilcaniyeu y Valcheta. Tal y como se pronosticaba en los sondeos previos, el ajuste salariar que golpeó particularmente a la capital provincial, Viedma, ciudad donde la mayor parte de la población dependía del sector público, fue determinante en el hecho de que Costanzo obtuviera allí uno de sus mayores triunfos sobre Verani, superior a los veinte puntos de ventaja, que sirvieron como anticipo para la posterior victoria del justicialismo en octubre de ese año en las elecciones municipales viedmenses, con Gustavo Costanzo (hijo del candidato a gobernador) como candidato a intendente. Sin embargo, esta victoria no le sirvió en última instancia para invertir el aplastante triunfo de Verani en las localidades del Alto Valle, región más poblada de la provincia y bastión tradicional del radicalismo, así como en San Carlos de Bariloche (cuyos resultados habían jugado un importante papel en que Costanzo casi derrotara a Verani cuatro años atrás), donde el oficialismo logró un pacto con un movimiento vecinal que le permitió sumar votos.
Una de las mayores sorpresas de la jornada fue la victoria del radicalismo en Cipolletti, hasta entonces una localidad firmemente opositora gobernada por la alianza MPP-PJ, a pesar de los recientes acercamientos que habían tenido lugar entre Verani y el gobierno municipal en manos del dirigente del MPP, Julio Arriaga, que enfrentado con la conducción partidaria de Salto desdobló los comicios municipales de los provinciales, lo que fue muy criticado por la dirigencia del frente opositor. El asesinato de tres jóvenes sin resolver en dicha ciudad instigó un movimiento de «voto castigo» encabezado por el padre de una de las víctimas, Jorge Rivera, que consistía en emitir un voto en blanco o anulado como medida de protesta. Dicho movimiento consideró que la campaña fue un éxito al lograr 17.127 votos en blanco o anulados en toda la provincia, que representaron casi un 7% del total emitido. Sin embargo, en realidad el voto no positivo absoluto fue inferior al de las anteriores elecciones (18.932 en 1995, aunque con una participación mucho mayor), cuando Río Negro padecía una fuerte crisis fiscal, y se vería ampliamente superado en las siguientes elecciones en 2003, con 22.695 votos en blanco o anulados. De todas formas, el buen desempeño de dicha campaña abstencionista en Cipolletti pudo influir en que el voto opositor disminuyera en favor de Verani.
|  | 48,61 % |

|  | 41,72 % |

|  | 7,96 % |

|  | 1,71 % |

|  | 93,01 % |

|  | 3,98 % |

|  | 3,01 % |

|  | 100 % |

|  | 75,13 % |

### Legislatura Provincial

#### Nivel general
|  | 47,62 % |

|  | 47,61 % |

|  | 39,87 % |

|  | 40,06 % |

|  | 8,84 % |

|  | 9,11 % |

|  | 1,85 % |

|  | 1,63 % |

|  | 1,82 % |

|  | 1,59 % |

|  | 92,20 % |

|  | 91,83 % |

|  | 4,81 % |

|  | 5,08 % |

|  | 3,01 % |

|  | 3,09 % |

|  | 100 % |

|  | 100 % |

|  | 75,13 % |

|  | 74,98 % |

#### Electos  por circuitos electorales
| Circuito          | Legislador               | Partido | Partido                                             |
| ----------------- | ------------------------ | ------- | --------------------------------------------------- |
| Alto Valle Centro | Miguel Saiz              |         | Alianza para el Trabajo, la Justicia y la Educación |
| Alto Valle Centro | Guillermo Wood           |         | Alianza para el Trabajo, la Justicia y la Educación |
| Alto Valle Centro | Carlos Rodolfo Menna     |         | Frente para el Cambio - Unión por Río Negro         |
| Alto Valle Este   | Osbaldo Alberto Giménez  |         | Alianza para el Trabajo, la Justicia y la Educación |
| Alto Valle Este   | Eduardo E. Chiuchiarelli |         | Alianza para el Trabajo, la Justicia y la Educación |
| Alto Valle Este   | Oscar Eduardo Díaz       |         | Frente para el Cambio - Unión por Río Negro         |
| Alto Valle Oeste  | Walter Jesús Azcarate    |         | Alianza para el Trabajo, la Justicia y la Educación |
| Alto Valle Oeste  | Ricardo Dardo Esquivel   |         | Alianza para el Trabajo, la Justicia y la Educación |
| Alto Valle Oeste  | Guillermo José Grosvald  |         | Frente para el Cambio - Unión por Río Negro         |
| Andino            | Néstor Hugo Castañón     |         | Alianza para el Trabajo, la Justicia y la Educación |
| Andino            | Marái Noemí Sosa         |         | Alianza para el Trabajo, la Justicia y la Educación |
| Andino            | Juan Bolonci             |         | Frente para el Cambio - Unión por Río Negro         |
| Atlántico         | Edgardo Corvalán         |         | Alianza para el Trabajo, la Justicia y la Educación |
| Atlántico         | Alfredo Omar Lassalle    |         | Alianza para el Trabajo, la Justicia y la Educación |
| Atlántico         | Javier Alejandro Iud     |         | Frente para el Cambio - Unión por Río Negro         |
| Línea Sur         | Alfredo Pega             |         | Alianza para el Trabajo, la Justicia y la Educación |
| Línea Sur         | Juan Miguel Gasques      |         | Alianza para el Trabajo, la Justicia y la Educación |
| Línea Sur         | Juan Luis Zgaib          |         | Frente para el Cambio - Unión por Río Negro         |
| Valle Inferior    | Eduardo Alberto Rosso    |         | Frente para el Cambio - Unión por Río Negro         |
| Valle Inferior    | Rubén Darío Giménez      |         | Frente para el Cambio - Unión por Río Negro         |
| Valle Inferior    | Juan Manuel Muñoz        |         | Alianza para el Trabajo, la Justicia y la Educación |
| Valle Medio       | Juan Manuel Accatino     |         | Alianza para el Trabajo, la Justicia y la Educación |
| Valle Medio       | Delia Edit González      |         | Alianza para el Trabajo, la Justicia y la Educación |
| Valle Medio       | Miguel Alberto González  |         | Frente para el Cambio - Unión por Río Negro         |